# Punta Charrà
La Punta Charrà (2.844 m s.l.m., in francese Sommet du Charrà) è una montagna del gruppo del Chaberton situata sul confine tra l'Italia e la Francia. Dal versante italiano domina la conca di Bardonecchia.

## Caratteristiche

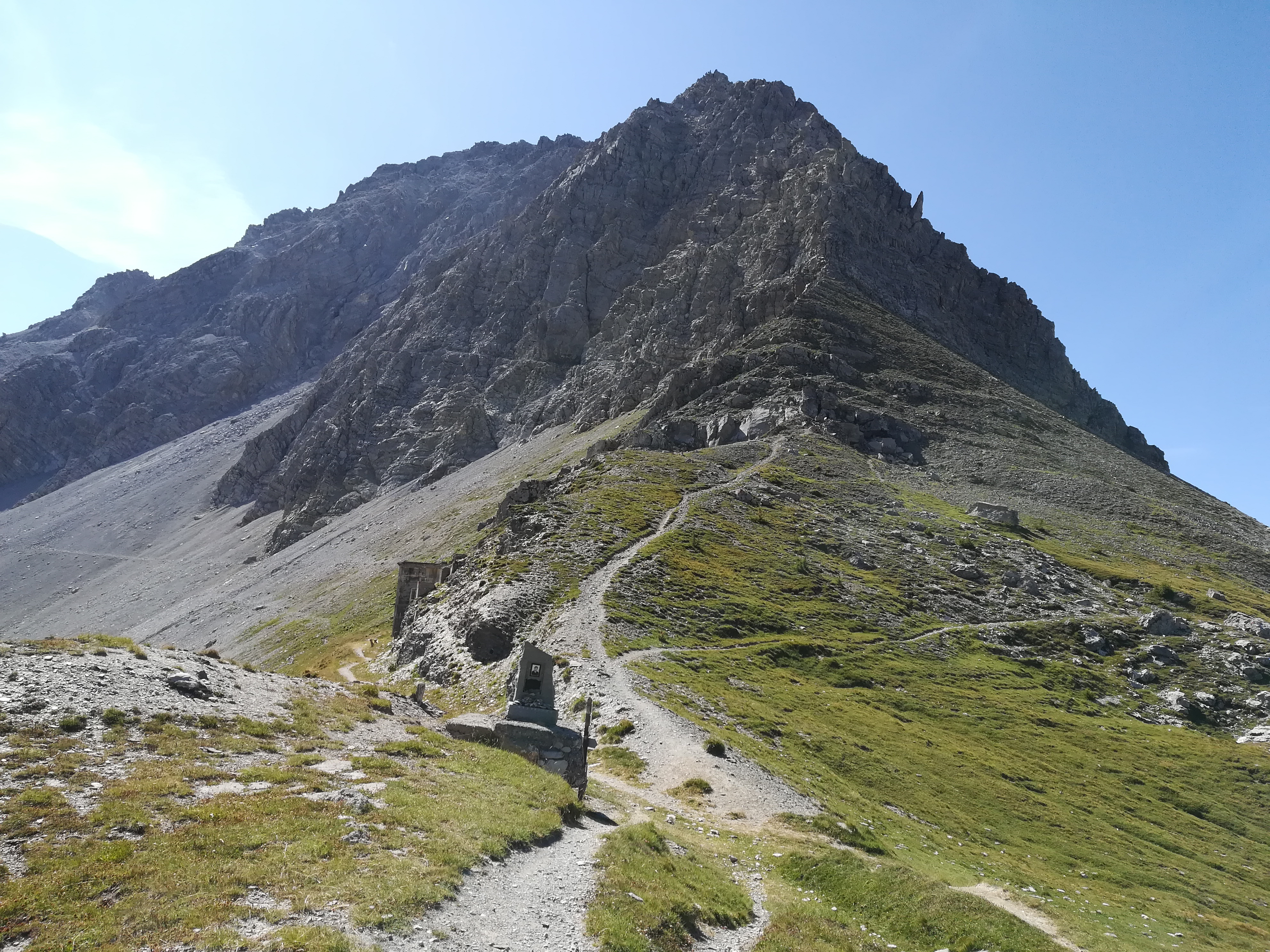
La montagna con in primo piano il passo della Mulattiera.

Il versante nord italiano scende al passo della Mulattiera (2.412 m); la cresta ovest lungo il confine tra l'Italia e la Francia scende al Col des Acles (2.273 m); la cresta est sempre lungo il confine scende al passo della Sanità (2.629 m) per poi continuare verso la Guglia d'Arbour (2.803 m) e la Grand'Hoche (2.762 m); il versante sud francese scende verso Plampinet località della Valle della Clarée.
La montagna è caratterizzata dalla ferrata degli alpini, percorso attrezzato che attraversa diagonalmente il versante italiano e che conduce dal passo della Mulattiera al passo della Sanità.

## Salita alla vetta

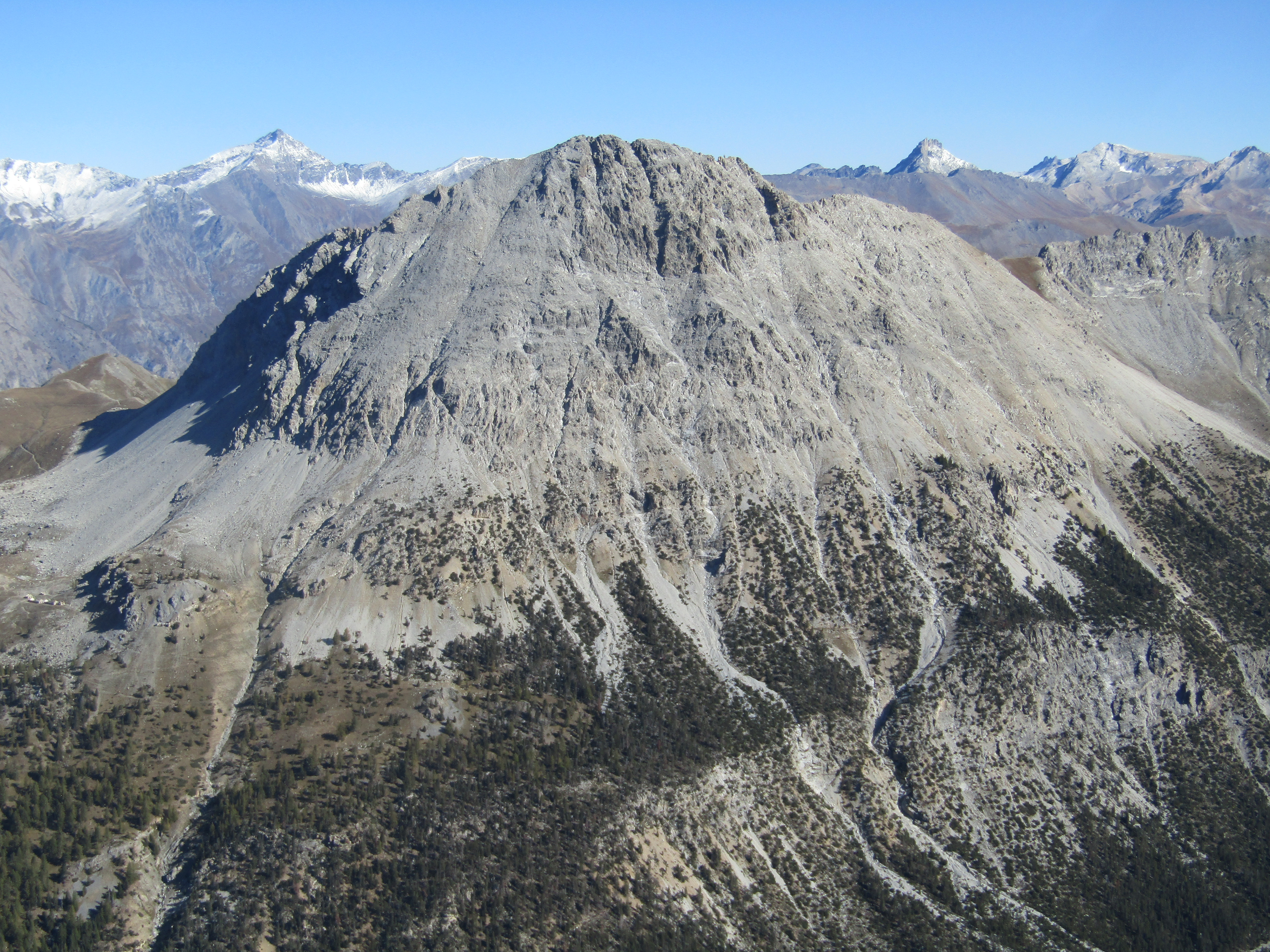
Il versante francese visto dalla Pointe de Pécé

È possibile salire sulla vetta raggiungendo dapprima il passo della Mulattiera, percorrendo poi la ferrata degli alpini ed infine salendo la cresta est.